# Sauzin
Sauzin – gmina w Niemczech w kraju związkowym Meklemburgia-Pomorze Przednie, w powiecie Vorpommern-Greifswald, wchodzi w skład Związku Gmin Am Peenestrom. Leży na wyspie Uznam, na półwyspie Wolgaster Ort, na terenie Parku Krajobrazowego Wyspy Uznam (Naturpark Insel Usedom). Na południu graniczy z Achterwasser.
Na północ od gminy przebiega droga krajowa B111.

## Toponimia
Nazwa pochodzenia słowiańskiego, poświadczona historycznie w 1230 roku jako Zobesino, rekonstruowane w formie *Sobešino. Tłumaczona na  język polski jako Sobieszyn.